# 夕暮 (初代神風型駆逐艦)
|          |                                                                                 |
| 艦歴     |                                                                                 |
| 計画     | 明治37年度臨時軍事費                                                            |
| 起工     | 1905年3月1日                                                                    |
| 進水     | 1905年11月17日                                                                  |
| 就役     | 1906年5月26日                                                                   |
| その後   | 1912年8月28日三等駆逐艦 1924年12月1日掃海艇編入 1928年7月6日廃駆逐艦第7号と仮称 |
| 除籍     | 1928年4月1日                                                                    |
| 売却     | 1929年11月12日                                                                  |
| 性能諸元 |                                                                                 |
| 排水量   | 常備：381t 満載：450t                                                           |
| 全長     | 69.2メートル                                                                    |
| 全幅     | 6.6メートル                                                                     |
| 吃水     | 1.8メートル                                                                     |
| 機関     | レシプロエンジン2基2軸、6,000hp                                                 |
| 最大速力 | 29ノット                                                                        |
| 航続距離 | 11ノット/850カイリ                                                              |
| 乗員     | 70人                                                                            |
| 兵装     | 80mm（40口径）単装砲 2門 80mm（28口径）単装砲 4門 450mm魚雷発射管 2門           |

夕暮（ゆうぐれ / ゆふぐれ）は、大日本帝国海軍の駆逐艦で、神風型駆逐艦 (初代)の15番艦である。同名艦に初春型駆逐艦の「夕暮」があるため、こちらは「夕暮 (初代)」や「夕暮I」などと表記される。

## 艦歴
1905年（明治38年）2月15日、命名（製造番号第15号）。同年3月11日、佐世保海軍工廠で起工。同年11月17日進水。11月28日、駆逐艦に類別。1906年（明治39年）5月26日、竣工。
第一次世界大戦では、青島の戦いに参加。シベリア出兵時には沿海州の沿岸警備を行った。
1924年（大正13年）12月1日、掃海艇に編入。1928年（昭和3年）4月1日、除籍。同年7月6日「廃駆逐艦第7号」と仮称。老朽化が進んでおり、10月12日附で廃船認許。1929年（昭和4年）11月12日、売却。1930年（昭和5年）1月23日、千葉県君津沖で漁礁として海没。

## 艦長
※『日本海軍史』第9巻・第10巻の「将官履歴」及び『官報』に基づく。
駆逐艦長
- 守永喜三郎 大尉：1906年5月10日 - 1907年10月15日
- 玉岡吉郎 少佐：1907年10月15日 - 1908年12月10日
- （兼）丸尾剛 大尉：1908年12月14日 - 1909年2月1日
- 中山友次郎 大尉：1909年2月1日 - 1909年12月1日
- （兼）大金実 大尉：1909年12月1日 - 1910年10月12日
- 小沢八郎 大尉：1910年10月12日 - 1911年10月25日
- （兼）武久完 大尉：1911年10月25日 - 12月1日
- 副島村八 少佐：1911年12月1日 - 1912年6月5日
- 岩村兼言 大尉：1912年6月5日 - 1913年12月1日
- 広瀬彦太 大尉：1913年12月1日 - 1915年5月26日[9]
- 有地十五郎 大尉：1915年5月26日 - 12月13日
- 石川哲四郎 大尉：1915年12月13日 - 1917年7月2日
- 高橋真十郎 大尉：1917年7月2日 - 8月23日
- 今泉美啓 大尉：1917年8月23日 - 12月1日[10]
- 鎌田喜志衛 大尉：1917年12月1日[10] - 1919年6月1日[11]
- 岸本鹿子治 大尉：1919年6月1日 - 1919年9月20日
- 中込育三 大尉：1919年9月20日[12] - 1920年10月5日[13]
- 実吉敏郎 大尉：1920年10月5日[13] - 1920年12月1日[14]

- 柳原信男 大尉：1920年12月1日[14] - 1921年11月20日[15]
- 杉山六蔵 大尉：1921年11月20日 - 1922年1月10日
- 横山茂 少佐：1922年1月10日[16] - 1923年12月1日[17]

掃海艇長
- 秋山輝男 大尉：1924年12月1日 - 1925年12月1日
- 木村昌福 大尉：1925年12月1日 - 1926年12月1日